# Jacopo Amigoni
Jacopo Amigoni (Amiconi) (født 1682 i Venedig, død 21. august 1752 i Madrid) var en italiensk maler.
I Madrid virkede han sine fem sidste leveår som hofmaler. Amigoni fik sin første kunstneriske undervisning i sin fødeby, men drog snart udenlands, var sysselsat med freskomalerier til det nyopførte Schleissheim Slot og tog derefter 1729 til London, hvor han gjorde lykke ved sine portrætter (bl a. af Georg 2.'s gemalinde med døtre); under et kortere ophold i Paris stiftede han bekendtskab med Farinelli, for hvem han har udført en del arbejder. Amigoni, som både har malet fresker og oliebilleder, snart af religiøst, snart af mytologisk indhold, var en hurtig arbejdende kunstner, hvis virtuosmæssige udførte malerier falder godt i rokokotidens smag.